# Restaurace Vltava
Dřevěná budova Restaurace Vltava, která byla v roce 1945 otevřena jako podnik rodiny Soukupových, měla původní název U přístaviště parníků. Později byla přejmenována na restauraci Paroplavba. Stylová budova restaurace oživuje vltavskou náplavku v místě Rašínova nábřeží na Novém Městě. V roce 1995 byla prohlášena kulturní památkou.

## Historie a stavební vývoj
Dřevěná stavba připomíná dobový kolorit vltavské náplavky z období 30. let 20. století. Byla postavena rodinou Soukupových podle návrhu architekta Jiřího Pěničky ze Zbraslavi. Původní charakter stavby poněkud zastírá přistavená terasa, která byla později zasklena velkými francouzskými okny, jaké měla původní restaurace. V roce 1950 byl restaurační objekt znárodněn a až do roku 1990 fungoval pod názvem Paroplavba. V tomtéž roce byl objekt v restitucích vrácen původním majitelům. Po nezbytných úpravách byla restaurace slavnostně znovuotevřena 11. února 1991. Stavba byla poškozena při povodních v roce 2002 i v roce 2013. Restaurace může poskytnout služby pro více než osmdesát návštěvníků. Zavítali sem i Václav Havel a Jan Werich.

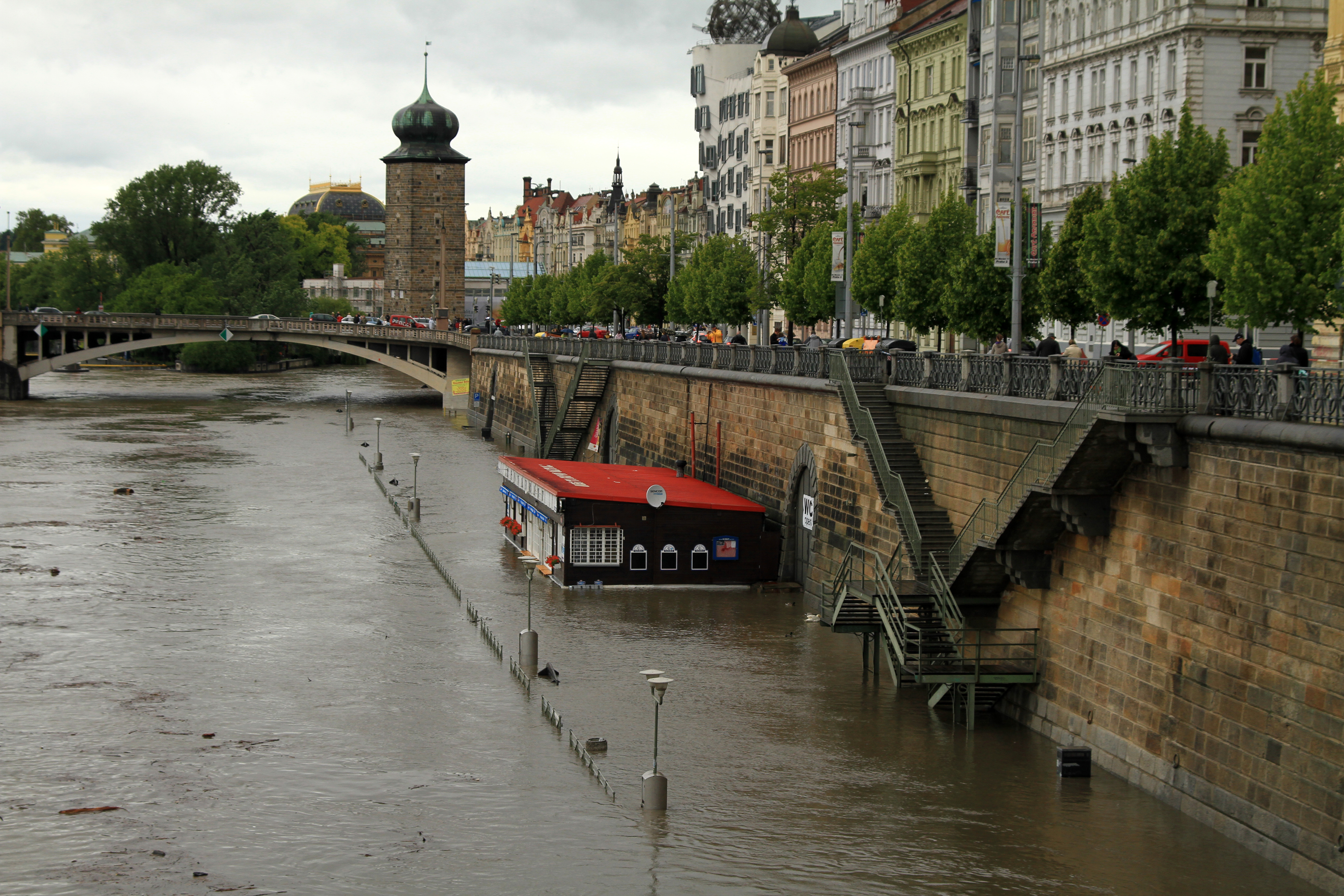
Restaurace Vltava při povodních v roce 2013

Jde o jednoduchou přízemní stavbu, částečně podsklepenou. Zatímco suterén je z cihlového zdiva, zbývající část budovy, včetně terasy, má stěny i celou střešní konstrukci ze dřeva. Také podlahy jsou z prken, přičemž podlaha vlastní restaurace je o dva stupně výše než podlaha terasy. Interiér objektu tak připomíná vnitřní vybavení lodi. Prostor je částečně rozdělen do pěti částí, tři nalevo a dvě napravo od vchodu. Vyvýšený prostor vlastní restaurace má vlevo výčepní pult, za kterým se nachází prostor pro přípravu jídel. Původní charakter restaurace je sice pozměněn architektonickými úpravami, ale ta si přesto zachovává podobu objektů, které dotvářely charakter vltavských nábřeží.